# Void of Vision
Void of Vision is een Australische metalcoreband afkomstig uit Melbourne, Victoria.

## Biografie
De band werd in april 2013 opgericht door gitarist James McKendrick, slaggitarist Mitch Fairlie, drummer George Murphy, bassist Matt Thompson en zanger Jack Bergin. In mei van datzelfde jaar bracht de band via Bandcamp haar eerste twee nummers uit. De band bracht in 2014 haar debuut-ep Broken // Bones uit, die door Blunt Magazine werd uitgeroepen tot ep van het jaar. De band toerde dat jaar veelvuldig door Australië, het podium delend met andere Australische bands als Hand of Mercy en Hellions.
In 2016 maakte de band bekend een contract had getekend bij UNFD, waar ze hun debuutalbum Children of Chrome uitbrachten. In februari 2017 toerde de band voor het eerst buiten Australië; ze mochten het voorprogramma verzorgen voor de Self Inflicted European Tour van Chelsea Grin. Op 10 november van datzelfde jaar brachten ze de ep Disturbia digitaal uit. Van 17 tot 25 november toerde de band vervolgens door Australië als co-headliner van de afscheidstournee van Graves. Op 11 december speelde bassist Thompson zijn laatste optreden voor de band. Hij gaf geen reden voor zijn vertrek. Op 12 februari 2018 zou vervolgens een gelimiteerde vinyl oplage verschijnen van Disturbia.
Op 16 augustus 2019 bracht de band een cover uit van het Slipknot-nummer Psychosocial, dat verscheen op het coveralbum March of the Maggots van het tijdschrift Metal Hammer. Voor het nummer werkten ze samen met Marcus Bridge van Northlane, Sean Harmanis van Make Them Suffer en Ryan Siew van Polaris. Op 3 september van datzelfde jaar verscheen het tweede album van de band, Hyperdaze. Een dag later speelde de band op een festival georganiseerd door The Amity Affliction en van oktober tot december van 2019 verzorgden ze samen met Silent Planet en Counterparts het voorprogramma van de wereldtournee van Northlane.

## Bezetting
| Huidige bezetting - Jack Bergin – screams, grunts (2013–heden) - James McKendrick – leidende gitaar, zang (2013–heden) - Mitch Fairlie – slaggitaar (2013–heden) - George Murphy – drums (2013–present) | Voormalige leden - Matt Thompson – bas, achtergrondvocalen (2013–2017) |

Tijdlijn

## Discografie
Studioalbums
- 2016: Children of Chrome
- 2019: Hyperdaze

Ep's
- 2014: Broken // Bones
- 2017: Disturbia